# Castoro Sei (schip, 1978)

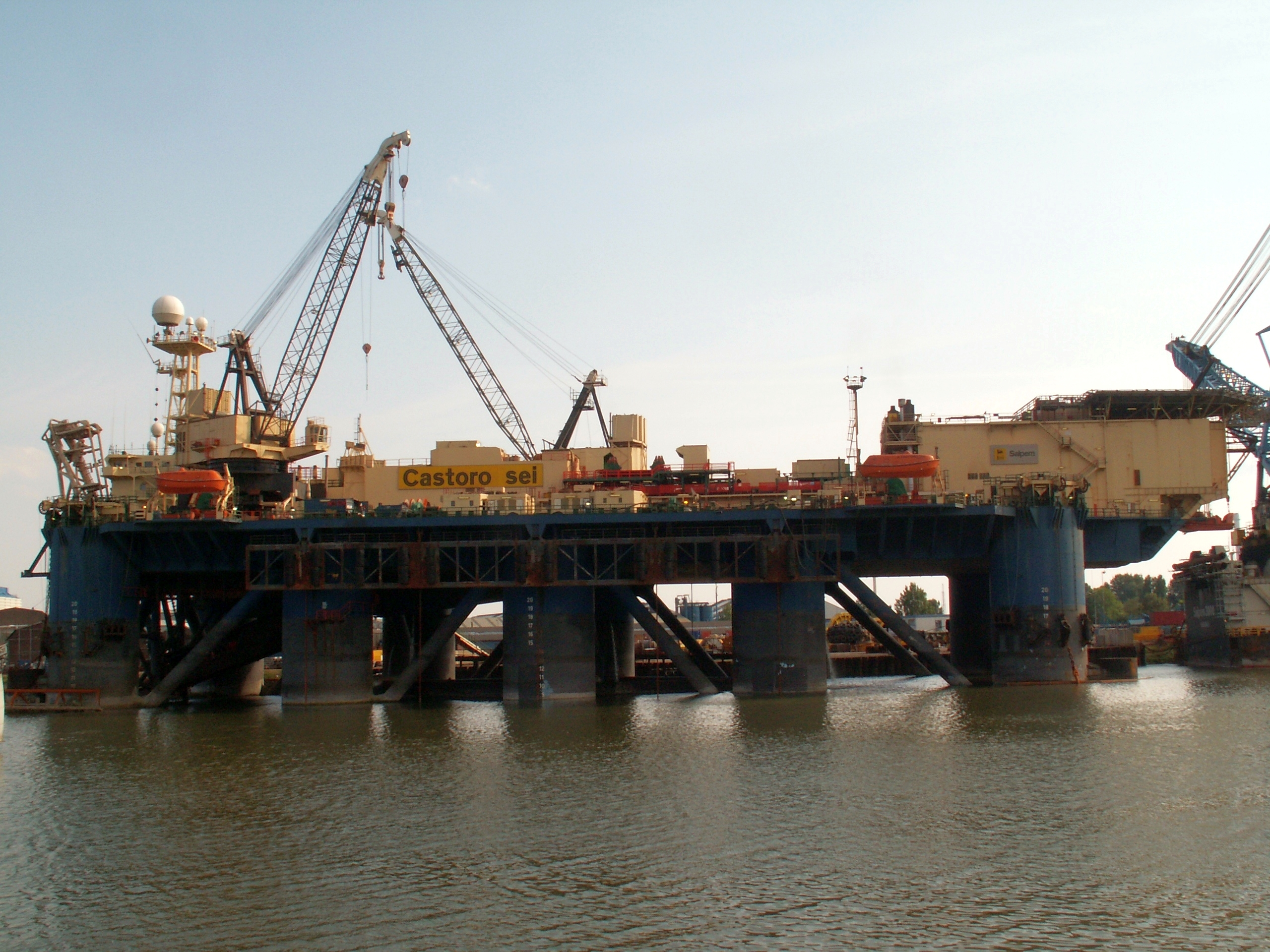
De Castoro Sei in een Nederlandse haven (2006)

De Castoro Sei is een halfafzinkbaar platform voor het leggen van pijpleidingen op de bodem van de zee. Het werd in 1978 in gebruik genomen en is in handen van het Italiaanse bedrijf Saipem, een dienstverlener voor de olie- en aardgasindustrie.

## Beschrijving
Het schip werd in 1975 besteld bij Fincantieri en kwam in 1978 in gebruik. Het beschikt over een groot werkdek. Op het werkdek staan twee kranen met een hijscapaciteit van 135 ton. De kranen halen de pijpen van bevoorradingsschepen aan boord en leggen deze op de plaats voor het lassen. In het centrum van het werkdek staat de pijpenleginstallatie om de pijpen aan elkaar te lassen en een helling waarlangs de pijpleiding te water wordt gelaten. De voorraad pijpen ligt aan beide zijden van het werkdek.
De Castoro Sei is 152 meter lang en bijna 71 meter breed. De diepgang varieert en is maximaal zo’n 14 meter. De Castoro Sei kan pijpleidingen met een maximale diameter van 60 inch verwerken. Het werkdek rust op tien poten die in het water steken. Mede vanwege de weinig gestroomlijnde vorm heeft het schip een lage maximum vaarsnelheid van 6 knopen. Om het schip op de juiste locatie te houden beschikt het over 12 kabels elk met een anker en vier roerpropellers. Deze laatste worden ook voor de voortstuwing gebruikt. Er is een helideck aanwezig.

## Projecten
Het schip is betrokken geweest bij een groot aantal projecten in de Noordzee, Middellandse Zee en Zwarte Zee. Het heeft gewerkt aan olie- en gaspijpleidingen waaronder de Zeepipe, Blauwe Stroom, Groene Stroom, Medgaz en Nord Stream.